# Городское поселение Мари-Турек
Городское поселение Мари-Турек — муниципальное образование (городское поселение) в Мари-Турекском районе Марий Эл.
Административный центр — посёлок городского типа Мари-Турек.

## Население
| 2010  | 2011  | 2012  | 2013  | 2014  | 2015  | 2016  |
| ----- | ----- | ----- | ----- | ----- | ----- | ----- |
| 9454  | ↘9402 | ↘9102 | ↘8813 | ↘8639 | ↘8477 | ↘8343 |
| 2017  | 2018  | 2019  | 2020  | 2021  | 2023  |       |
| ↘8267 | ↘8110 | ↘7907 | ↘7769 | ↗7989 | ↘7812 |       |

## Состав поселения
- Аимково (деревня) — 166[14]
- Алексеевское (село) — 210[14]
- Андреевский (посёлок) — 6[14]
- Ашлань-Вершина (деревня) — 42[14]
- Большой Шаганур (деревня) — 6[14]
- Верхний Турек (деревня) — 257[14]
- Елка (деревня) — 9[14]
- Ельсуково (деревня) — 2[14]
- Заводской (посёлок) — 176[14]
- Зверево (деревня) — 15[14]
- Китнемучаш (деревня) — 127[14]
- Курбатово (деревня) — 0[14]
- Малая Купта (деревня) — 72[14]
- Мари-Возармаш (деревня) — 221[14]
- Мари-Китня (деревня) — 331[14]
- Мари-Купта (деревня) — 502[14]
- Мари-Ноледур (деревня) — 47[14]
- Мари-Турек (пгт, административный центр) — 4376[1]
- Мари-Шолкер (деревня) — 121[14]
- Мари-Шолнер (деревня) — 138[14]
- Нижний Турек (деревня) — 348[14]
- Петровское (деревня) — 10[14]
- По Речке Купта (деревня) — 1[14]
- По Речке Ноля (посёлок) — 86[14]
- Русский Ноледур (деревня) — 66[14]
- Русский Шолнер (деревня) — 19[14]
- Тат-Китня (деревня) — 871[14]
- Тат-Шолкер (деревня) — 46[14]
- Энгербал (деревня) — 675[14]
- Яхино (деревня) — 33[14]

### Упразднённые населённые пункты
- Малый Шаганур (деревня)